# Бугайчик аргентинський
Буга́йчик аргентинський (Ixobrychus involucris) — вид птахів родини чаплевих (Ardeidae).

## Поширення
Вид поширений в кількох підзонах на півночі та півдні Південної Америки. Гніздується на півночі Венесуели, в Гаяні, Суринамі, Болівії, Парагваї, Бразилії, Уругваї, у північній і центральній частинах Аргентини, а також на заході Чилі. Населяє густо зарослі прісноводні болота і смуги очерету.

## Опис
Дрібна чапля, заввишки від 28 до 33 см і вагою від 73 до 104 грамів. Явного статевого диморфізму немає. Оперення переважно пісочного кольору. Верх голови чорний, а спина вохристо-чорна смугаста. Чорна смуга проходить від середини маківки над потилицею. Дзьоб дуже тонкий, коричневий із сірим кінчиком. Основа дзьоба забарвлена рожевим кольором. Райдужка блідо-жовта.

## Спосіб життя
Одиночний вид, який добуває їжу переважно вночі. Раціон включає дрібну рибу, ракоподібних і комах, особливо бабок, личинок бабок і водяних жуків. Якщо його налякати, він ненадовго злітає вгору і дуже швидко шукає укриття в очереті. При загрозі птах також приймає позу характерну для бугайчиків, з витягнутими вгору шиєю та дзьобом.
Період розмноження залежить від ареалу поширення: в Тринідаді розмножується з липня по жовтень; в Аргентині сезон розмноження припадає на період з жовтня по грудень. Вид гніздиться поодиноко в очеретяних заростях. Гніздо знаходиться на висоті від 30 до 60 см над поверхнею води. Кладка складається з трьох яєць. Інкубаційний період невідомий.